# Leiothlypis celata
A Leiothlypis celata a madarak osztályának verébalakúak (Passeriformes) rendjébe és az újvilági poszátafélék (Parulidae) családjába tartozó faj.

## Rendszerezése
A fajt Thomas Say amerikai természettudós írta le 1823-ban, a Sylvia nembe Sylvia celatus néven. Sorolták a Vermivora nembe Vermivora celata néven, vagy a Helminthophila nembe Helminthophila celata néven és az Oreothlypis nembe Oreothlypis celata néven is.

## Előfordulása
Észak-Amerikában költ, telelni délre vonul, eljut Közép-Amerikáig. Természetes élőhelyei a szubtrópusi vagy trópusi síkvidéki esőerdők és cserjések. Vonuló faj.

## Megjelenése
Testhossza 13 centiméter, testtömege 7–11 gramm gramm. Tollazata barnás, feje tetején kis narancssárga tollpamaccsal.
|  |

## Természetvédelmi helyzete
Az elterjedési területe rendkívül nagy, egyedszáma pedig növekszik. A Természetvédelmi Világszövetség Vörös listáján nem fenyegetett fajként szerepel.